# Johann Nepomuk Wendt
Johann Nepomuk Wendt (auch Went, Wend; tschechisch Jan Nepomuk Vent; * 27. Juni 1745 in Divice; † 3. Juli 1801 in Josefstadt) war ein böhmischer Komponist und Oboist.

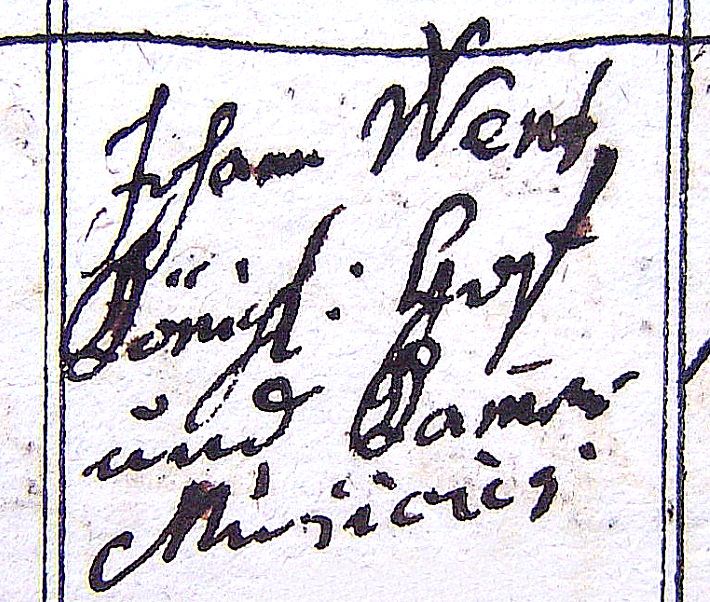
Johann Wents Unterschrift mit der korrekten Schreibweise seines Namens

## Leben und Wirken
Wendt erhielt seine musikalische Ausbildung in der Zittolieber Schlosskapelle von Ernst Karl Pachta von Rayhofen. Später wirkte er als Oboist bei Johann Josef Philipp Pachta von Rayhofen in Prag. Seit der Mitte der 1770er Jahre wirkte Wendt als Englischhornist in den Harmoniemusiken von Joseph I. zu Schwarzenberg auf Schloss Wittingau, Schloss Krumau und Wien. Zugleich war er ab 1777 als zweiter Oboist des k.k. Theaters nächst der Burg. Nachdem ihn sein Schwiegersohn Joseph Triebensee 1782 zum zweiten Oboisten der kaiserlichen Harmoniemusik berufen hatte, schied Wendt aus den Diensten des Fürsten Schwarzenberg. Im Jahre 1787 wurde er zudem zum Oboisten der Wiener Hofmusikkapelle berufen.
Wendt hatte zehn Kinder. Sein Sohn Wilhelm wirkte ebenfalls als Oboist und war Musikdirektor in Lanschütz bei Franz Graf Esterházy. Ein weiterer Sohn war der Schauspieler und Opernsänger Joseph Wendt. Seine Tochter Maximiliane war mit Joseph Triebensee verheiratet.
Bekanntheit erlangte Wendt vor allem durch seine Harmoniemusiken für Mozarts Opern Die Entführung aus dem Serail, Così fan tutte, Die Zauberflöte und Don Giovanni.